# 佐久間宣行のオールナイトニッポン0(ZERO)
『佐久間宣行のオールナイトニッポン0(ZERO)』（さくまのぶゆきのオールナイトニッポンゼロ）は、ニッポン放送をキーステーションに全国35局ネットで放送されているラジオ番組。2019年4月4日（3日深夜）放送開始。
テレビプロデューサーの佐久間宣行がパーソナリティを務める。

## 概要
もともと深夜ラジオのヘビーリスナーであった佐久間は、就職活動においてニッポン放送も受験していた。しかし、三次面接で不合格となり、後に内定を得たテレビ東京に入社。『ゴッドタン』や『ピラメキーノ』といった人気番組を手掛けるテレビプロデューサーとして活躍していた。
その後、2013年7月13日に佐久間が投稿したあるツイートをきっかけに、『アルコ&ピースのオールナイトニッポン0(ZERO)』において頻繁に佐久間が話題に上がるようになり、約1年後の2014年10月17日には『アルコ&ピースのオールナイトニッポン』に佐久間が乱入するという事件が発生。この事件はリスナーを中心に大きな話題となり、この一連の流れを間近で見ていた同番組のディレクター・石井玄と放送作家・福田卓也の働きもあり、2015年8月29日の『オールナイトニッポンR』でパーソナリティを務めることが決定する。ANNR担当以降も、『AKB48のオールナイトニッポン』にゲストとして複数回出演するなど、オールナイトニッポンとの関わりを有していた。
そして、ニッポン放送は2019年3月13日、テレビ東京制作局CP制作チーム部主事（当時）の佐久間が『オールナイトニッポン0(ZERO)』のパーソナリティを務めることを発表。『オールナイトニッポン』シリーズのレギュラーパーソナリティを現役テレビ局社員が務めることは史上初であり、かつ同放送枠におけるレギュラーパーソナリティとしては最年長となる。
佐久間は同局からレギュラーパーソナリティオファーを受け、以後テレビ東京の当時：代表取締役社長（現・同局会長）である小孫茂へ報告後、1年掛けて説得し、同局のオファーを受諾した。また、小孫も社長定例記者会見の場で、「同じ放送（事業）局を跨がり、違う層の視聴者さんに色んな情報なり、作品なりを提供することはいいことであり、（中略）ニッポン放送さんもハッピーになってWin-Winの関係で、両局に良い影響が及べばいいなと。…」と見解を示した。
番組放送中は、リスナーからTwitterのツイートをハッシュタグ「#佐久間宣行ANN0」で募っている。また、同番組の音声コンテンツはジングルと楽曲を除いて同局のニッポン放送 PODCAST STATIONで音源配信しており、『オールナイトニッポン0(ZERO)』シリーズは番組全編スタジオ模様と番組終了後のアフタートークをライブ&動画コミュニティアプリMixChannel で配信することを発表された。
テレビ東京で自身が担当する番組を中心に放送界のウラを多数披露することから、2020年2月放送の『佐久間宣行の東京ドリームエンターテインメント』以降、「ドリームエンタメラジオ」を標榜する。
番組の最後は「野郎共！港に別れを告げろヨーソロー！」と言って締める。これは「深夜ラジオっぽいことをやりたい」という佐久間自身の意向から募集されたリスナーの案の中から選ばれたものである。この流れからリスナーは「クルー」、佐久間はリスナーから「船長」と呼ばれる事があるが、このことについて「当初は嫌だった」「だって木村拓哉さんのラジオと同じことやってもつまらないでしょ。」と発言していたが、やがて定着し、後述する番組イベントではこの流れを汲んだ衣装やセットで登場した。
番組当初は佐久間にサインが無く出待ち対応等では楷書で「佐久間宣行」と書いていたが、サイン入りの番組本発売に伴いリスナーからサイン案を募集し、ラッパーのKEN THE 390をヒントにしたサインを完成させた。ちなみにKEN THE 390はこの番組のリスナーである。（ただし佐久間は番組本限定で使用すると話した。）

## コーナー

### 現在（コーナー）
企画書は、ラブレター…
リスナーから架空の番組の「企画書」を募集するコーナー。コーナーテーマ曲はヴァネッサ・カールトンの「A Thousand Miles」。2021年11月3日以降は、食品メーカー明治とのコラボレーションによりコーナー名が「企画書は、甘いラブレター…」に変更されている。
カンペッ！
リスナーから番組中に演者に指示を与える際に見せる架空の「カンペ」を募集するコーナー。
ラジオチャンピオン
かつて佐久間がディレクターとして携わっていた『TVチャンピオン』のパロディコーナー。リスナーから架空の選手権のタイトルを募集する。採用作品は放送内では流されず、CM明けのジングルとして使用される。
最近おもしろかったエンタメ（2020年7月1日 - ）
佐久間が最近観た映画・舞台・配信ドラマ等を紹介するコーナー。4時前のCM明けのジングルとして紹介をしている。番外編として「本日のオススメエンタメ」を紹介する時がある。（ゲスト回では紹介なし）2019年4月10日から2020年4月15日までは「最近食べて美味しかったもの」2020年4月22日から同年6月24日までは「最近おもしろかったおうちエンタメ」を紹介していた。

### 過去（コーナー）
だから私はタクシーを呼びました・・・
DiDiモビリティジャパンとのタイアップ企画。思わずタクシーを呼びたくなるような状況をリスナーから募集する。2019年11月7日放送分で終了。
ネームは、ラブレター…
『週刊ヤングジャンプ』（集英社）で行われた大型マンガ賞「40漫画賞」とのコラボレーションコーナーであり、「企画書は、ラブレター…」の派生コーナー。リスナーから漫画のネームのアイデアを募集する。2020年2月13日放送分で終了。
カンペinハリウッド
ENGLISH JOURNALとのタイアップコーナー。「カンペッ！」のフォーマットで、映画撮影中のハリウッドスターに出された架空のカンペを募集するコーナー。メールのネタは全て英語で書くことが規則である。2020年6月24日放送分で終了。
アベンジャー部、入部希望届！
2020年9月4日に発売されるゲームソフト『Marvel's Avengers』（アベンジャーズ）とのコラボコーナー。同時期に『三四郎のオールナイトニッポン』『Creepy Nutsのオールナイトニッポン0』でも行われているが番組によって募集内容が違っており、この番組では「プロデューサーヒーロー」からの入部届け（メール）を募集する。2020年9月2日放送分で終了。
めっちゃわかるコミックあるあるのコーナー
「めちゃコミック」とのタイアップコーナー。お題となる漫画のあるあるを募集するが、メールの最後はめちゃコミックのCMのように「めっちゃ〇〇〜」という形をとらなくてはならない。2020年10月8日と10月15日の2週のみ放送。
教えて！健康チャンス
サントリー「特茶」とのタイアップコーナー。日常に潜む、健康のために生活習慣を変えるきっかけとなる「健康チャンス」を募集する。2021年5月27日から6月24日まで放送。
仕事のセンパイ
パーソルホールディングス「はたわらワイド」とのタイアップコーナー。リスナーが自分の働いている職場の特徴的なセンパイやセンパイによって定められた規則を投稿する。8月25日・9月1日・9月15日に放送。
想い出掲示板・サクティー
ジモティーとのタイアップコーナー。リスナーから自分ではもう話さなくなってしまった、他人が自分のものにしたくなるようなエピソードを送ってもらう。第1期は2021年3月11日から25日まで、第2期は2021年9月23日から10月7日にかけて放送。

## 出演者

### パーソナリティ
- 佐久間宣行（テレビプロデューサー、元テレビ東京制作局CP制作チーム部主事兼コンテンツビジネス局コンテンツビジネス部兼任）2019年4月3日 -

### ゲスト

#### 2019年
| 放送日   | ゲスト                 | 備考 |
| -------- | ---------------------- | --- |
| 4月4日   | 中井りか（NGT48）      | 初回放送。 |
| 4月18日  | 劇団ひとり             | |
| 5月30日  | 加地倫三（テレビ朝日） | |
| 6月13日  | 千鳥                   | |
| 6月20日  | 伊集院光、上柳昌彦     | 当初は伊集院のみが出演していたが、伊集院のエピソードに違和感を覚えた上柳が自身の番組の準備を抜け出して飛び入り参加した。 |
| 7月25日  | オークラ               | |
| 8月8日   | Creepy Nuts            | |
| 8月29日  | 若林正恭（オードリー） | |
| 10月10日 | キングコング           | |
| 11月7日  | 上柳昌彦               | |
| 11月14日 | 服部潤                 | |
| 12月12日 | 飯塚悟志（東京03）     | |

#### 2020年
| 放送日   | ゲスト                                                             | 備考 |
| -------- | ------------------------------------------------------------------ | ---- |
| 1月16日  | 上田誠                                                             |      |
| 1月23日  | 持田優奈・頓知気さきな・齋藤有紗・出口晴臣（青春高校3年C組）       |      |
| 2月20日  | 金田哲（はんにゃ）、村上健志（フルーツポンチ）                     |      |
| 3月26日  | 藤井健太郎（TBSテレビ）                                            |      |
| 4月9日   | 上出遼平（テレビ東京）                                             |      |
| 7月30日  | 三宅優樹（テレビ東京）、日比野芽奈・頓知気さきな（青春高校3年C組） |      |
| 8月20日  | ダイアン                                                           |      |
| 9月10日  | 加藤浩次（極楽とんぼ）                                             |      |
| 10月22日 | バカリズム                                                         |      |
| 11月26日 | オークラ                                                           |      |
| 12月17日 | 川島明（麒麟）                                                     |      |

#### 2021年
| 放送日   | ゲスト                                         | 備考 |
| -------- | ---------------------------------------------- | ---- |
| 2月18日  | 平成ノブシコブシ                               |      |
| 3月25日  | 伊藤隆行（テレビ東京）、三宅優樹（テレビ東京） |      |
| 4月22日  | ニューヨーク                                   |      |
| 5月13日  | ジェーン・スー                                 |      |
| 6月17日  | 田中卓志（アンガールズ）                       |      |
| 7月22日  | オークラ                                       |      |
| 9月9日   | 三四郎                                         |      |
| 10月21日 | ハナコ                                         |      |
| 11月18日 | 新内眞衣（乃木坂46）                           |      |
| 12月9日  | オークラ                                       |      |
| 12月16日 | 板倉俊之（インパルス）                         |      |

#### 2022年
| 放送日   | ゲスト                                         | 備考                 |
| -------- | ---------------------------------------------- | -------------------- |
| 1月20日  | 新内眞衣（乃木坂46）                           |                      |
| 2月17日  | 久保史緒里（乃木坂46）                         |                      |
| 2月24日  | 花澤香菜                                       |                      |
| 3月3日   | 秋元康                                         |                      |
| 3月10日  | 千鳥                                           | 事前録音による放送。 |
| 3月24日  | 千葉雄大、小御門優一郎（劇団ノーミーツ）       |                      |
| 4月21日  | 森田哲矢（さらば青春の光）                     |                      |
| 5月26日  | 橋本和明（日本テレビ）                         |                      |
| 6月2日   | 久保史緒里・賀喜遥香（乃木坂46）               |                      |
| 6月16日  | 秋山竜次（ロバート）                           |                      |
| 7月7日   | 山崎怜奈（乃木坂46）                           |                      |
| 9月1日   | 品川庄司                                       |                      |
| 9月29日  | 喜多建介・後藤正文（ASIAN KUNG-FU GENERATION） |                      |
| 10月20日 | ランジャタイ                                   |                      |
| 12月22日 | かが屋                                         |                      |

#### 2023年
| 放送日   | ゲスト                                             | 備考 |
| -------- | -------------------------------------------------- | --- |
| 2月16日  | 飯塚悟志（東京03）、オークラ                       | |
| 2月17日  | 三四郎、フワちゃん、ぺこぱ、マヂカルラブリー       | 「オールナイトニッポン55周年記念 オールナイトニッポン55時間スペシャル」内の特別番組『オールナイトニッポン0(ZERO) 55時間スペシャル』として放送。 |
| 2月23日  | かもめんたる                                       | 事前録音による放送。 |
| 3月30日  | 久保史緒里・一ノ瀬美空・川崎桜（乃木坂46）         | |
| 4月20日  | 鬼越トマホーク                                     | |
| 6月15日  | 錦鯉                                               | |
| 7月13日  | 加藤浩次（極楽とんぼ）、山口一郎（サカナクション） | |
| 7月27日  | 久保史緒里・田村真佑（乃木坂46）                   | |
| 8月31日  | ウエストランド                                     | |
| 9月7日   | サンボマスター                                     | 生放送中にニッポン放送のスタジオ内などでサンボマスターの楽曲『笑っておくれ』のミュージックビデオを収録した。                                    |
| 9月21日  | トータルテンボス                                   | 事前録音による放送。 |
| 9月28日  | 久保史緒里（乃木坂46）                             | |
| 10月18日 | 千鳥                                               | 事前録音による放送。 |
| 12月13日 | ラランド                                           | 事前録音による放送。 |

#### 2024年
| 放送日   | ゲスト                                       | 備考 |
| -------- | -------------------------------------------- | --- |
| 1月24日  | さらば青春の光                               | |
| 1月31日  | DJ松永（Creepy Nuts）                        | Creepy Nutsの楽曲『Bling-Bang-Bang-Born』がGlobal Japan Songs Excl. Japanの1位を獲得して以降初のメディア出演。 |
| 3月6日   | 上田誠、男性ブランコ                         | |
| 4月18日  | 春とヒコーキ                                 | |
| 5月8日   | 一ノ瀬美空・五百城茉央・山下美月（乃木坂46） | |
| 6月12日  | 渡部建（アンジャッシュ）                     | |
| 8月28日  | 千鳥                                         | 事前録音による放送。                                                                                           |
| 10月23日 | 手越祐也                                     | |
| 12月11日 | オズワルド                                   | |

#### 2025年
| 放送日  | ゲスト                             | 備考 |
| ------- | ---------------------------------- | ---- |
| 1月15日 | 五百城茉央・久保史緒里（乃木坂46） |      |
| 2月5日  | ぱーてぃーちゃん                   |      |

## 放送休止事例

### 他番組になった事例
- 2019年10月16日 - 打首獄門同好会
- 2020年1月1日 - 水溜りボンド
- 2020年9月23日 - フワちゃん（ゲスト：森本晋太郎〈トンツカタン〉）
- 2022年1月5日 - あの
- 2022年8月10日 - なすなかにし
- 2022年9月14日 - Vaundy
- 2023年1月4日 - 佐藤ミケーラ倭子
- 2023年9月14日 - 吉住
- 2024年1月3日 - キタニタツヤ[66]
- 2024年9月11日 - ハンブレッダーズ
- 2025年1月1日 - 笠松将

### ピンチヒッター
- 2022年11月2日 - ヒコロヒー[67]

## 制作スタッフ

### 現在（制作スタッフ）
- ディレクター：永井翔
- 構成作家：福田卓也、チェ・ひろし
- AD：
- ミキサー：寺本剛

### 過去（制作スタッフ）
- ディレクター：
  - 石井玄（ミックスゾーン元ディレクター、元ニッポン放送エンターテインメント開発局エンターテイメント開発部、2019年4月3日 - 2020年6月3日放送分）
  - 齋藤修（ - 2025年3月27日[68][69]）
- AD：菊田知史（ - 2023年3月29日）

## ネット局と放送時間
| 放送対象地域  | 放送局                        | 放送期間        | 放送時間                   | 備考       |
| ------------- | ----------------------------- | --------------- | -------------------------- | ---------- |
| 関東広域圏    | ニッポン放送（LF） 制作局     | 2019年4月4日 -  | 木曜 3:00 - 4:30(水曜深夜) | 同時ネット |
| 北海道        | STVラジオ（STV）              | 2019年4月4日 -  | 木曜 3:00 - 4:30(水曜深夜) | 同時ネット |
| 宮城県        | 東北放送（tbc）               | 2019年4月4日 -  | 木曜 3:00 - 4:30(水曜深夜) | 同時ネット |
| 茨城県        | 茨城放送（LuckyFM）           | 2019年4月4日 -  | 木曜 3:00 - 4:30(水曜深夜) | 同時ネット |
| 栃木県        | 栃木放送（CRT）               | 2019年4月4日 -  | 木曜 3:00 - 4:30(水曜深夜) | 同時ネット |
| 京都府 滋賀県 | 京都放送（KBS） KBS滋賀       | 2019年4月4日 -  | 木曜 3:00 - 4:30(水曜深夜) | 同時ネット |
| 兵庫県        | ラジオ関西（CRK）             | 2019年4月4日 -  | 木曜 3:00 - 4:30(水曜深夜) | 同時ネット |
| 高知県        | 高知放送（RKC）               | 2019年4月4日 -  | 木曜 3:00 - 4:30(水曜深夜) | 同時ネット |
| 愛媛県        | 南海放送（RNB）               | 2019年4月4日 -  | 木曜 3:00 - 4:30(水曜深夜) | 同時ネット |
| 香川県        | 西日本放送（RNC）             | 2019年4月4日 -  | 木曜 3:00 - 4:30(水曜深夜) | 同時ネット |
| 福岡県        | 九州朝日放送（KBC）           | 2019年4月4日 -  | 木曜 3:00 - 4:30(水曜深夜) | 同時ネット |
| 新潟県        | 新潟放送（BSN）               | 2020年4月2日 -  | 木曜 3:00 - 4:30(水曜深夜) | 同時ネット |
| 富山県        | 北日本放送（KNB）             | 2020年10月1日 - | 木曜 3:00 - 4:30(水曜深夜) | 同時ネット |
| 長野県        | 信越放送（SBC）               | 2020年10月1日 - | 木曜 3:00 - 4:30(水曜深夜) | 同時ネット |
| 青森県        | 青森放送（RAB）               | 2021年4月1日 -  | 木曜 3:00 - 4:30(水曜深夜) | 同時ネット |
| 静岡県        | 静岡放送（SBS）               | 2021年4月1日 -  | 木曜 3:00 - 4:30(水曜深夜) | 同時ネット |
| 中京広域圏    | 東海ラジオ（SF）              | 2021年4月1日 -  | 木曜 3:00 - 4:30(水曜深夜) | 同時ネット |
| 長崎県 佐賀県 | 長崎放送（NBC） NBCラジオ佐賀 | 2021年4月1日 -  | 木曜 3:00 - 4:30(水曜深夜) | 同時ネット |
| 沖縄県        | ラジオ沖縄（ROK）             | 2021年4月1日 -  | 木曜 3:00 - 4:30(水曜深夜) | 同時ネット |
| 山梨県        | 山梨放送（YBS）               | 2021年9月30日 - | 木曜 3:00 - 4:30(水曜深夜) | 同時ネット |
| 石川県        | 北陸放送（MRO）               | 2021年9月30日 - | 木曜 3:00 - 4:30(水曜深夜) | 同時ネット |
| 鹿児島県      | 南日本放送（MBC）             | 2021年9月30日 - | 木曜 3:00 - 4:30(水曜深夜) | 同時ネット |
| 秋田県        | 秋田放送（ABS）               | 2022年3月31日 - | 木曜 3:00 - 4:30(水曜深夜) | 同時ネット |
| 福島県        | ラジオ福島（rfc）             | 2022年3月31日 - | 木曜 3:00 - 4:30(水曜深夜) | 同時ネット |
| 山口県        | 山口放送（KRY）               | 2022年3月31日 - | 木曜 3:00 - 4:30(水曜深夜) | 同時ネット |
| 熊本県        | 熊本放送（RKK）               | 2022年3月31日 - | 木曜 3:00 - 4:30(水曜深夜) | 同時ネット |
| 宮崎県        | 宮崎放送（mrt）               | 2022年3月31日 - | 木曜 3:00 - 4:30(水曜深夜) | 同時ネット |
| 岩手県        | IBC岩手放送（IBC）            | 2022年9月29日 - | 木曜 3:00 - 4:30(水曜深夜) | 同時ネット |
| 福井県        | 福井放送（FBC）               | 2022年9月29日 - | 木曜 3:00 - 4:30(水曜深夜) | 同時ネット |
| 島根県 鳥取県 | 山陰放送（BSS）               | 2022年9月29日 - | 木曜 3:00 - 4:30(水曜深夜) | 同時ネット |
| 大分県        | 大分放送（OBS）               | 2022年9月29日 - | 木曜 3:00 - 4:30(水曜深夜) | 同時ネット |
| 広島県        | 中国放送（RCC）               | 2023年3月30日 - | 木曜 3:00 - 4:30(水曜深夜) | 同時ネット |
| 岡山県        | RSK山陽放送（RSK）            | 2023年10月5日 - | 木曜 3:00 - 4:30(水曜深夜) | 同時ネット |
| 山形県        | 山形放送（YBC）               | 2024年4月4日 -  | 木曜 3:00 - 4:30(水曜深夜) | 同時ネット |
| 徳島県        | 四国放送（JRT）               | 2025年4月3日 -  | 木曜 3:00 - 4:30(水曜深夜) | 同時ネット |

### 放送時間変更事例
- 2019年7月11日（10日深夜）および18日（17日深夜）放送はニッポン放送のみ『第25回参議院議員通常選挙 東京都選挙区政見放送』を放送するため4時20分までの短縮放送。なおMixChannelでのスタジオ中継とニッポン放送以外のフルネット局は裏送りで通常通り04:30まで放送/配信された。
- 2020年7月2日（1日深夜）放送はニッポン放送のみ『東京都知事選挙 政見放送』を放送するため3時55分までの短縮放送。なおMixChannelでのスタジオ中継とニッポン放送以外のフルネット局は裏送りで通常通り4時30分まで放送/配信された。

### 放送休止事例
- 2022年3月17日（16日深夜） - 前日23:36頃に発生した福島県沖地震に関する報道特別番組放送のため休止[74]。

### CMフィラー
佐久間が担当した番組のテーマ曲がCMフィラーに使用されている。

#### 現在
- ラフ×ラフ （佐久間が総合プロデュースを務めるアイドルグループ。新曲がリリースされる度にフィラー使用曲がその楽曲に更新される）
- 在日ファンク「ウレロ!のテーマ」（『ウレロ☆未確認少女』）
- オンナラブリー「Onaraはずかしくないよ」（『ピラメキーノ』）
- Czecho No Republic「Firework」（『SICKS〜みんながみんな、何かの病気〜』）
- 星野源 「化物」（『あちこちオードリー〜春日の店あいてますよ?〜』）
- サンボマスター 「孤独とランデブー」（『ゴッドタン』。主にエンディング前に使用されている）

#### 過去
- HoneyWorks「リペイント」（『青春高校3年C組』）
- 青春高校3年C組 アイドル部「君のことをまだ何にも知らない」（『青春高校3年C組』）
- 青春高校3年C組 アイドル部「好きです」（『青春高校3年C組』）
- はんにゃ、フルーツポンチ「ピラメキたいそう」（『ピラメキーノ』）
- 未確認少女隊UFI「ベター is the Best」（『ウレロ☆未完成少女』）

### ジングル
- ビートルズ「ヒア・カムズ・ザ・サン」
- Nona Reeves「ガリレオ・ガール」
- ヘンデル「ハレルヤコーラス」
- moumoon「One Time」
- KANA-BOON「ミミック」「レピドシレン」

## イベント・特別番組
- イベント
  - ニッポン放送 佐久間宣行ANN0 トークステージ（Tokyo Idol Festival（TIF）、2019年8月4日）[75]
  - 佐久間宣行のオールナイトニッポン0（ZERO）リスナー感謝祭2019～sailing day～（本多劇場、2019年10月8日）[76]
  - 佐久間宣行のオールナイトニッポン0 リスナー大感謝祭2021～fanfare～（東京・国際フォーラム・ホールA、2021年1月11日に開催予定であったが、新型コロナウィルスの感染拡大、二度目の緊急事態宣言に伴い開催中止となった）
  - 佐久間宣行のオールナイトニッポン0 リスナー小感謝祭2021～Believe～（配信、2021年1月11日。上記のイベント開催中止に伴い緊急開催。ゲスト：矢作兼〈おぎやはぎ〉）
  - 佐久間宣行のオールナイトニッポン0 リスナー大感謝祭2021～freedom fanfare～（東京・国際フォーラム・ホールA、2021年11月12日、前述で開催中止になったイベントの振替公演。ゲスト：劇団ひとり、DJ松永〈Creepy Nuts〉）
  - オールナイトニッポン55周年記念　佐久間宣行のオールナイトニッポン0 presents ドリームエンターテインメントライブ in 横浜アリーナ（横浜アリーナ、2022年10月29日、出演アーティスト：花澤香菜、RHYMESTER、サンボマスター、黒沢かずこ（森三中）、金田哲（はんにゃ）、しゅーじまん ）
  - 佐久間宣行のオールナイトニッポン0 リスナー超感謝祭2024～新時代～（横浜アリーナ、2024年10月27日。ゲスト：西野亮廣・渡部建）[77]
- 特別番組
  - 佐久間宣行の東京ドリームエンターテインメント（2020年2月18日 - 2020年2月21日、第1部 20:00 - 20:50、第2部 21:00 - 21:50）
  - 秋元康と佐久間宣行のオールナイトニッポン(2023年2月18日、17:00 - 19:00。「オールナイトニッポン55周年記念 オールナイトニッポン55時間スペシャル」内の特別番組として放送。)

## 書籍
いずれも佐久間著。
- 『普通のサラリーマン、ラジオパーソナリティになる〜佐久間宣行のオールナイトニッポン0（ZERO）2019-2021〜』扶桑社、2021年6月30日。ISBN 978-4-5940-8742-5。
- 『脱サラパーソナリティ、テレビを飛び出す : 佐久間宣行のオールナイトニッポン0〈ZERO〉2021-2022』扶桑社、2022年11月2日。ISBN 978-4-5940-9294-8。
- 『ラジオパーソナリティ佐久間の話したりない毎日～佐久間宣行のオールナイトニッポン０（ZERO）2022-2023～』扶桑社、2024年2月29日。ISBN 978-4-5940-9650-2

## 受賞歴
- 2022年日本民間放送連盟賞ラジオ番組・生ワイド番組部門・東京地区1位（2022年4月7日（6日深夜）放送分）[78]。その後の中央審査において、ラジオ番組・生ワイド番組部門でニッポン放送制作の番組史上初となる最優秀を受賞したことが、2022年9月15日に明らかになった[79]。